# Акт Вурхиса
«Акт о регистрации находящихся под контролем иностранных государств организаций, осуществляющих политическую деятельность в США» или «Акт Вурхиса» (§ 2386 Раздела 18 Кодекса законов США), принятый 17 октября 1940 года — федеральный законодательный акт Соединённых Штатов Америки, регулирующий деятельность организаций, связанных с международными или иностранными политическими структурами, или, согласно определению правительства США, «организаций, являющихся „субъектами иностранного влияния“».

## Основные положения
Согласно акту «субъектом иностранного влияния» признавалась организация, если:

«(а) она просит или принимает финансовое пожертвование, заем или поддержку всякого рода, прямо или косвенно от иностранного правительства или его политическим подразделения, или находится в прямой или косвенной связи с ним; или представителя, посредника или посредством иностранного правительства или его политического подразделения; или политической партии в иностранном государстве; или международной политической организации; или

(b) её политика обусловлена или указана иностранным правительством или его политическим подразделением, или в совместно с ним; или представителем, посредником или посредством иностранного правительства или его политического подразделения; или политической партии в иностранном государстве; или международной политической организации»
Такая организация была обязана регистрироваться в ведомстве генерального прокурора, и предоставить:

«(a) Название и почтовый адрес организации в Соединенных Штатах, названия и адреса всех ячеек, филиалов или аффилированных организаций;

(b) имена, адреса и гражданства всех служащих и всех людей, выполняющих функции служащих в организации, во всех ячейках, филиалах или аффилированных организациях;

(c) условия для членства в организации;

(d) существующие и предполагаемые цели и намерения организации, всех ячеек, филиалов или аффилированных организаций;

(e) адрес или адреса мест встречи организации, всех ячеек, филиалов или аффилированных организаций, и время встреч;

(f) имена и адреса всех людей, кто дает деньги, имущество, членские взносы, или другие ценные вещи организации, всем ячейкам, филиалам или аффилированным организациям;

(g) подробный отчет о средствах организации, всех ячеек, филиалов или аффилированных организаций, способы, с помощью которых эти средства были получены, подробный отчет о задолженностях и доходах организации, всех ячеек, филиалов или аффилированных организаций;

(h) подробное описание деятельности организации, всех ячеек, филиалов или аффилированных организаций;

(i) описание униформы, значков, эмблем или других принятых способов идентификации организации, способы их ношения служащими или членами организации или любого служащего или члена организации;

(j) копии всех книг, брошюр, листовок или других изданий или рукописных, печатных или графических материалов, издаваемых или распространяемых прямо или косвенно организацией, всеми ячейками, филиалами или аффилированными организациями, или всеми членами организации в соответствии с их полномочиями или с их ведома, вместе с именами их автора или авторов, и названием и адресом издательства;

(k) описание всего огнестрельного или другого оружия, принадлежащего организации, всем ячейкам, филиалам или аффилированным организациям с идентификационными заводскими номерами на нем;

(l) в случае, если организация является субъектом иностранного влияния, описать, каким образом она является таким субъектом;

(m) копии хартий, уставов, основных законов, правил, положений, соглашений, резолюций и всех других инструментов отношений организации, полномочий и целей организации, полномочий служащих организации, всех ячеек, филиалов или аффилированных организаций; и

(n) другую информацию и документы, имеющие отношение к целям этого акта, которые генеральный прокурор может время от времени требовать»

## Применение
Под действие «Акта Вурхиса» попали Социалистическая рабочая партия и Коммунистическая партия США. СРП в 1940 году формально вышла из Четвертого интернационала, а КП США — из Коминтерна. Обе организации тем не менее сохранили со своими Интернационалами самые тесные связи.